# Les Buch
Les Buch es un grupo de punk rock formado en el 2017 en la localidad catalana de Tarrasa. Se caracteritza per sus letras irreverentes, la voz rota, los tempos rápidos y la crítica social. El grupo ha declarado tener influencias de bandas de punk rock americanas como Bad Religion, The Offspring, NOFX,  Social Distorsion, The Distillers y L7. así como de otras bandas de punk rock catalanas y europeas como Crim y The Baboon Show

## Trayectoria
Les Buch nació como un proyecto personal de Marina Comelles. El nombre que escogió para el grupo es el apellido de su abuela, con quien tenía muy buena relación y quién era también músico. Marina escribió algunas canciones, diseñó el logotipo de la banda y buscó al resto de las componentes de la banda. El grupo estuvo formado inicialmente por Marina Comelles, Núria Tort y Anna López, pero más adelante incorporaron a la guitarrista Marisa Torrent para dar ciertos matices a las canciones y conseguir una mayor potencia.
En 2020 Les Buch ganaron el premio Joventut del Sona9, un concurso para grupos noveles organizado por Enderrock, iCat, TV3 y la Generalidad de Cataluña. Lo hicieron con un directo potente en el que consiguieron presentar nueve canciones en tan solo veinte minutos. El mismo año grabaron su segundo EP, Monstres, con melodías frescas, ritmos rápidos y producido por Joana Serrat en Bucbonera Studios. Presentando este trabajo realizaron una intensa gira de conciertos en salas, fiestas mayores y festivales.
En 2022 se produjo un cambio de bajista en la banda y Laura Valdés sustituyó a Núria Tort. Ya con la nueva integrante grabaron su primer LP, Crit de guerra, producido en el EM Estudi de Xavi Escribano, el batería del grupo The Anti-Patiks . Este disco cuenta con 10 canciones, cada una de ellas representada con un símbolo en la portada obra de la ilustradora Romina Molist (@romina_molist_art en Instagram). Aborda temáticas como el feminismo y la salud mental .

## Integrantes
- Marina Comelles (voz, guitarra y composición)
- Anna López (batería)
- Marisa Torrent (guitarra)
- Laura Valdés (bajo)

Núria Tort fue la bajista de la banda desde 2017 hasta 2022.

## Discografía
- Ens estan matant (EP, autoeditado, 2019)
- Monstres (EP, autoeditado, 2021)
- Crit de guerra (LP, autoeditado, 2022)[9]